# Maine Road
Maine Road var Manchester City F.C.'s hjemmebane fra 1923 til 2003, indtil de flyttede til det mere moderne (nuværende) stadion, Etihad Stadium i 2003. Stadionet er projekteret af Archibald Leitch. 
Ved dets åbning var Maine Road det største klubstadion i England. Wembley Stadium, som åbnede et par måneder tidligere, havde plads til 127.000 tilskuere, men det var dog ikke et klubstadion.
Som et direkte resultat af Hillsborough-katastrofen, og den efterfølgende Taylorrapport gjorde, at stadionet blev ombygget til udelukkende at have siddepladser, hvilket fik kapaciteten ned på 35.000 tilskuere.
Første kamp på Maine Road var Manchester City mod Sheffield United F.C..
I de første år efter 2. verdenskrig deltes de store fodboldklubber i Manchester, Manchester City og Manchester United F.C., Maine Road, som følge af skader på Old Trafford efter et tysk angreb i 1941. Op til 1949 spillede Manchester United deres hjemmekampe på Maine Road, til en årlig leje på 5.000 GBP og deling af de offentlige indtægter.